# As Boas Maneiras
As Boas Maneiras é um filme de terror fantástico franco-brasileiro de 2018, dirigido e escrito por Marco Dutra e Juliana Rojas. O filme conta a história de duas mulheres que têm suas vidas entrelaçadas pelo nascimento de um menino que apresenta comportamentos estranhos. É protagonizado por Isabél Zuaa, Marjorie Estiano e Miguel Lobo.
As Boas Maneiras teve sua estreia mundial em 6 de outubro de 2017 no Festival Internacional de Cinema de Locarno, na Suíça, e foi lançado no Brasil em 7 de junho de 2018. O filme foi recebido com avaliações muito positivas por parte da crítica, com elogios para o roteiro e a forma como o gênero do horror foi explorado, além de aclamações para as atuações das protagonistas do filme. Entretanto, o sucesso não se repetiu em sua exibição comercial no Brasil. O filme obteve um público de pouco mais de 11 mil espectadores, gerando uma receita de R$ 172.502,00.
Na 18.ª edição do Grande Otelo, promovida pela Academia Brasileira de Cinema, o filme recebeu cinco indicações, incluindo melhor atriz para Marjorie Estiano e melhor atriz coadjuvante para Gilda Nomacce, além de nomeações a melhor roteiro original, melhor som e melhores efeitos visuais. Já no 24.° Prêmio Guarani, maior premiação da crítica cinematográfica brasileira, o filme bateu recorde de indicações, com 13 nomeações ao todo, vencendo em seis delas, incluindo a categoria de melhor atriz coadjuvante para Marjorie Estiano.

## Sinopse
Clara (Isabél Zuaa) é uma mulher solitária, moradora da periferia de São Paulo e formada em enfermagem. Desempregada, ela busca por trabalho para poder se sustentar e pagar o seu aluguel na propriedade de Dona Amélia (Cida Moreira). Ana (Marjorie Estiano) é uma mulher que vive sozinha em um apartamento de luxo em um bairro nobre e futurista da cidade e está a procura de uma babá para lhe ajudar a cuidar do filho que ela espera. Ana então contrata Clara para o trabalho. Conforme a gravidez avança, o clima na residência fica sombrio e Ana começa a apresentar comportamentos cada vez mais estranhos. Ela passa a ter crises de sonambulismo em noites de lua cheia e são agravados pela dieta sem carne que o seu médico lhe recomendou. Aos poucos, a relação entre elas duas evolui para um relacionamento amoroso, mas tudo muda com o nascimento de Joel (Miguel Lobo).

## Elenco
- Isabél Zuaa como Clara Macedo
- Marjorie Estiano como Ana Proença Nogueira
- Miguel Lobo como Júlio Macedo (Joel)
- Cida Moreira como Dona Amélia
- Gilda Nomacce como Gilda
- Andréa Marquee como Angela
- Germano Melo como Dr. Ciro Poças
- Nina Medeiros como Amanda
- Hugo Villavicenzio como Hugo
- Eduardo Gomes como Professor Edu
- Neusa Velasco como Dona Norma
- Felipe Kenji como Maurício
- Adriana Mendonça como Cida
- Caetano Gotardo como Reinaldo Estevão

## Produção
O filme é dirigido em parceria entre Marco Dutra e Juliana Rojas. Eles dois iniciaram essa parceria quando ainda estudavam cinema na Escola de Comunicações e Artes (ECA) da Universidade de São Paulo (USP). Eles já haviam lançado um longa-metragem juntos anteriormente, Trabalhar Cansa de 2011. Para a produção do efeito visual futurístico da cidade de São Paulo no filme, foi utilizada a técnica de matte painting, muito recorrente no mundo cinematográfico desde os grandes clássicos do cinema. As paisagens e cenários foram executados pelo artista Eduardo Schaal. As cores e as músicas do filme tiveram inspiração nas primeiras animações da Disney, em especial A Bela Adormecida (1959).

## Lançamento

### Festivais
As Boas Maneiras teve seu lançamento mundial no Festival Internacional de Cinema de Locarno, na Suíça, em 6 de agosto de 2017. Em seguida, o filme percorreu por diversos festivais em vários países. Em 11 de setembro de 2017 estreou na França no L'Étrange Festival. Foi exibido no Líbano em 15 de setembro de 2017 durante o Maskoon Fantastic Film Festival. Concomitantemente, foi exibido na Rússia pelo Pacific Meridian Film Festival Vladivostok. Ainda em setembro de 2017, estreou na Grécia no Festival de Cinema de Atenas, nos Estados Unidos pelo Fantastic Festival e voltou a ser exibido na França pelo Festival de Cinema Latino-americano de Biarritz. Na Dinamarca, participou do CPH: PIX em 1 de outubro. Em 4 de outubro esteve no Festival Internacional de Cinema de Vancouver. Em 6 de outubro teve sua primeira exibição oficial no Brasil no Festival do Rio. Ainda no mesmo mês, esteve no Sitges Film Festival na Espanha, no Haifa Film Festival em Israel, no FI London Film Festival no Reino Unido, no Busan International Film Festival na Coreia do Sul, além de voltar a ser exibido no Brasil na Mostra Internacional de Cinema de São Paulo.
Em 5 de novembro participou do festival Janela Internacional de Cinema do Recife e em 8 de novembro do Panorama Internacional Coisa de Cinema. Em 11 de novembro foi exibido simultaneamente em três festivais: Kolkata International Film Festival na Índia, Films From The South Festival na Noruega e no AFI Fest nos Estados Unidos. Em 9 de dezembro esteve no Festival de Cinema de Havana. Em 7 de janeiro de 2018 voltou a ser exibido nos Estados Unidos durante o Palm Springs International Film Festival. Em 25 de janeiro estreou no tradicional Festival Internacional de Cinema de Roterdão, na Holanda. Na Irlanda, foi exibido no Belfast Film Festival em 17 de abril de 2018. Em 11 de outubro de 2018 participou do Festival Internacional de Cine de Viña del Mar no Uruguai.

### No Brasil
O lançamento comercial do filme ocorreu a partir de 7 de junho de 2018 com distribuição da Imovision.

### Distribuição internacional
As Boas Maneiras foi lançado comercialmente em diversos países. Em 21 de março de 2018, estreou nos cinemas da França. Em Portugal chegou aos cinemas a partir de 3 de maio de 2018. Três dias depois, em 6 de maio, foi lançado na Polônia. Em 11 de julho foi distribuído na Bélgica. Ainda em julho chegou aos cinemas da Alemanha (26) e dos Estados Unidos (27). Em 28 de setembro estreou no México. No Japão foi exibido a partir de 26 de outubro de 2018. Na Holanda, o filme foi lançado em 29 de novembro de 2018.

## Recepção

### Crítica
No agregador de críticas Rotten Tomatoes, que categoriza as opiniões apenas como positivas ou negativas, o filme tem um índice de aprovação de 96% calculado com base em 47 comentários dos críticos que é seguido do consenso: "Good Manners habilmente faz malabarismos díspares mudanças tonais ao mesmo tempo que dá uma olhada excepcionalmente inteligente e sensível nos relacionamentos femininos."

## Prêmios e indicações
| Ano  | Associações                                                   | Categoria                        | Recipiente(s)                       | Resultado | Ref.   |
| ---- | ------------------------------------------------------------- | -------------------------------- | ----------------------------------- | --------- | ------ |
| 2017 | Festival Internacional de Cinema de Locarno                   | Melhor Filme                     | Marco Dutra e Juliana Rojas         | Indicado  | [ 16 ] |
| 2017 | Festival Internacional de Cinema de Locarno                   | Prêmio especial do júri          | Marco Dutra e Juliana Rojas         | Venceu    | [ 16 ] |
| 2017 | Austin Fantastic Fest                                         | Menção Especial                  | Marco Dutra e Juliana Rojas         | Venceu    |        |
| 2017 | Festival de Cinema Latino-Americano de Biarritz               | Melhor Filme                     | Marco Dutra e Juliana Rojas         | Indicado  | [ 17 ] |
| 2017 | Festival de Cinema Latino-Americano de Biarritz               | Menção Honrosa                   | Marco Dutra e Juliana Rojas         | Venceu    | [ 17 ] |
| 2017 | Festival de Cinema de Sitges                                  | Melhor Filme                     | Marco Dutra e Juliana Rojas         | Indicado  | [ 18 ] |
| 2017 | Festival de Cinema de Sitges                                  | Melhor Filme (prêmio da crítica) | Marco Dutra e Juliana Rojas         | Venceu    | [ 18 ] |
| 2017 | Festival de Cinema de Sitges                                  | Melhor Atriz (menção especial)   | Isabél Zuaa                         | Venceu    | [ 18 ] |
| 2017 | Festival de Cinema do Rio                                     | Melhor Filme                     | Marco Dutra e Juliana Rojas         | Venceu    | [ 19 ] |
| 2017 | Festival de Cinema do Rio                                     | Melhor Filme (Prêmio FIPRESCI)   | Marco Dutra e Juliana Rojas         | Venceu    | [ 19 ] |
| 2017 | Festival de Cinema do Rio                                     | Melhor Filme de Ficção (Félix)   | Marco Dutra e Juliana Rojas         | Venceu    | [ 19 ] |
| 2017 | Festival de Cinema do Rio                                     | Prêmio Petrobrás                 | Marco Dutra e Juliana Rojas         | Venceu    | [ 19 ] |
| 2017 | Festival de Cinema do Rio                                     | Melhor Atriz Coadjuvante         | Marjorie Estiano                    | Venceu    | [ 19 ] |
| 2017 | Festival de Cinema do Rio                                     | Melhor Fotografia                | Rui Poças                           | Venceu    | [ 19 ] |
| 2017 | L'Etrange Festival                                            | Melhor Filme                     | Marco Dutra e Juliana Rojas         | Indicado  |        |
| 2017 | L'Etrange Festival                                            | Melhor Filme da Audiência        | Marco Dutra e Juliana Rojas         | Venceu    |        |
| 2017 | Oslo Films from the South Festival                            | Menção Honrosa                   | Marco Dutra e Juliana Rojas         | Venceu    |        |
| 2017 | Festival de Cinema de Londres                                 | Melhor Filme                     | Marco Dutra e Juliana Rojas         | Indicado  |        |
| 2017 | Festival Internacional de Cinema de Calcutá                   | Melhor Filme                     | Marco Dutra e Juliana Rojas         | Indicado  |        |
| 2018 | Brussels International Film Festival                          | Melhor Filme                     | Marco Dutra e Juliana Rojas         | Indicado  |        |
| 2018 | Festival Internacional de Cinema Independente de Buenos Aires | Melhor Filme Internacional       | Marco Dutra e Juliana Rojas         | Indicado  | [ 20 ] |
| 2018 | Festival Internacional de Cinema Independente de Buenos Aires | Melhor Filme                     | Marco Dutra e Juliana Rojas         | Venceu    | [ 20 ] |
| 2018 | Kaleidoscope LGBT Festival                                    | Melhor Filme                     | Marco Dutra e Juliana Rojas         | Venceu    |        |
| 2018 | Festival Internacional de Cinema de Cartagena                 | Melhor Filme                     | Marco Dutra e Juliana Rojas         | Indicado  |        |
| 2018 | Cleveland International Film Festival                         | Melhor Filme Internacional       | Marco Dutra e Juliana Rojas         | Indicado  |        |
| 2018 | Maine International Film Festival                             | Melhor Filme                     | Marco Dutra e Juliana Rojas         | Indicado  |        |
| 2018 | Zinegoak Bilbao International GLT Film Festival               | Melhor Filme                     | Marco Dutra e Juliana Rojas         | Indicado  | [ 21 ] |
| 2018 | Zinegoak Bilbao International GLT Film Festival               | Melhor Atriz Principal em Filme  | Isabél Zuaa                         | Venceu    | [ 21 ] |
| 2018 | Zinegoak Bilbao International GLT Film Festival               | Melhor Atriz Secundária em Filme | Marjorie Estiano                    | Venceu    | [ 21 ] |
| 2018 | Uruguay International Film Festival                           | Melhor Filme Internacional       | Marco Dutra e Juliana Rojas         | Venceu    |        |
| 2018 | Torino International Gay & Lesbian Film Festival              | Melhor Filme                     | Marco Dutra e Juliana Rojas         | Venceu    |        |
| 2018 | Prêmio Ibero-Americano de Cinema Fênix                        | Melhor Filme                     | Marco Dutra e Juliana Rojas         | Indicado  | [ 22 ] |
| 2018 | Prêmio Ibero-Americano de Cinema Fênix                        | Melhor Edição                    | Caetano Gotardo                     | Indicado  | [ 22 ] |
| 2018 | Palm Springs International Film Festival                      | Melhor Filme Latino              | Marco Dutra e Juliana Rojas         | Indicado  |        |
| 2018 | Festival de Cinema de Lima                                    | Melhor Filme                     | Marco Dutra e Juliana Rojas         | Indicado  |        |
| 2018 | Festival de Cinema de Lima                                    | Melhor Filme (prêmio da crítica) | Marco Dutra e Juliana Rojas         | Venceu    |        |
| 2018 | Festival de Cinema de Lima                                    | Prêmio da Crítica Internacional  | Marco Dutra e Juliana Rojas         | Venceu    |        |
| 2018 | Janela Internacional de Cinema do Recife                      | Melhor Filme                     | Marco Dutra e Juliana Rojas         | Indicado  |        |
| 2018 | Janela Internacional de Cinema do Recife                      | Melhor Imagem                    | Rui Poças                           | Venceu    |        |
| 2018 | Festival Internacional de Cine de Viña del Mar                | Melhor Filme                     | Marco Dutra e Juliana Rojas         | Indicado  |        |
| 2018 | Festival Internacional de Cine de Viña del Mar                | Melhor Atuação                   | Isabél Zuaa                         | Venceu    |        |
| 2018 | Festival Internacional de Cinema de Istambul                  | Melhor Filme                     | Marco Dutra e Juliana Rojas         | Indicado  |        |
| 2018 | Festival Internacional de Filmes Fantásticos de Gérardmer     | Grande Prêmio                    | Marco Dutra e Juliana Rojas         | Indicado  |        |
| 2018 | Festival Internacional de Filmes Fantásticos de Gérardmer     | Prêmio do Júri                   | Marco Dutra e Juliana Rojas         | Venceu    |        |
| 2018 | Festival Internacional de Filmes Fantásticos de Gérardmer     | Prêmio da Crítica                | Marco Dutra e Juliana Rojas         | Venceu    |        |
| 2018 | Festival Internacional de Cinema da UNAM                      | Melhor Filme Internacional       | Marco Dutra e Juliana Rojas         | Indicado  |        |
| 2019 | CinEuphoria Awards                                            | Melhor Atriz Internacional       | Isabél Zuaa                         | Indicado  |        |
| 2019 | Grande Prêmio do Cinema Brasileiro                            | Melhor Atriz                     | Marjorie Estiano                    | Indicado  | [ 23 ] |
| 2019 | Grande Prêmio do Cinema Brasileiro                            | Melhor Atriz Coadjuvante         | Gilda Nomacce                       | Indicado  | [ 23 ] |
| 2019 | Grande Prêmio do Cinema Brasileiro                            | Melhor Som                       | Gabriela Cunha, Bernardo Uzeda      | Indicado  | [ 23 ] |
| 2019 | Grande Prêmio do Cinema Brasileiro                            | Melhores Efeitos Visuais         | Eduardo Schaal                      | Indicado  | [ 23 ] |
| 2019 | Grande Prêmio do Cinema Brasileiro                            | Melhor Roteiro Original          | Marco Dutra e Juliana Rojas         | Indicado  | [ 23 ] |
| 2019 | Festival Sesc Melhores Filmes                                 | Melhor Fotografia                | Rui Poças                           | Venceu    |        |
| 2019 | Prêmio Guarani de Cinema Brasileiro                           | Melhor Filme                     | Marco Dutra e Juliana Rojas         | Indicado  | [ 24 ] |
| 2019 | Prêmio Guarani de Cinema Brasileiro                           | Melhor Diretor                   | Marco Dutra e Juliana Rojas         | Indicado  | [ 24 ] |
| 2019 | Prêmio Guarani de Cinema Brasileiro                           | Melhor Atriz                     | Isabél Zuaa                         | Indicado  | [ 24 ] |
| 2019 | Prêmio Guarani de Cinema Brasileiro                           | Melhor Atriz Coadjuvante         | Marjorie Estiano                    | Venceu    | [ 24 ] |
| 2019 | Prêmio Guarani de Cinema Brasileiro                           | Melhor Roteiro Original          | Marco Dutra e Juliana Rojas         | Indicado  | [ 24 ] |
| 2019 | Prêmio Guarani de Cinema Brasileiro                           | Melhor Direção de Arte           | Fernando Zuccolotto                 | Venceu    | [ 24 ] |
| 2019 | Prêmio Guarani de Cinema Brasileiro                           | Melhor Fotografia                | Rui Poças                           | Venceu    | [ 24 ] |
| 2019 | Prêmio Guarani de Cinema Brasileiro                           | Melhor Edição                    | Caetano Gotardo                     | Indicado  | [ 24 ] |
| 2019 | Prêmio Guarani de Cinema Brasileiro                           | Melhor Som                       | Gabriela Cunha, Bernardo Uzeda      | Venceu    | [ 24 ] |
| 2019 | Prêmio Guarani de Cinema Brasileiro                           | Melhor Música                    | Guilherme Garbato e Gustavo Garbato | Indicado  | [ 24 ] |
| 2019 | Prêmio Guarani de Cinema Brasileiro                           | Melhor Maquiagem                 | Rosemary Paiva                      | Venceu    | [ 24 ] |
| 2019 | Prêmio Guarani de Cinema Brasileiro                           | Melhor Figurino                  | Kiki Orona                          | Indicado  | [ 24 ] |
| 2019 | Prêmio Guarani de Cinema Brasileiro                           | Melhores Efeitos Visuais         | Eduardo Schaal                      | Venceu    | [ 24 ] |